# G N' R Lies
G N' R Lies (también conocido como Lies) es el segundo álbum de estudio de la banda de hard rock Guns N' Roses, lanzado al mercado el 29 de noviembre de 1988 por Geffen Records. Es el último con el baterista Steven Adler, que fue expulsado de la banda en 1990.
El álbum resultó menos intenso en cuanto a contenidos que el primer álbum, aunque no por ello menos controvertido, destacan canciones como «One in a Million», de gran dureza en el contenido de sus letras, lo que ocasionó unos pocos problemas a la banda.
El único sencillo que se desprendió del álbum fue «Patience», que alcanzó el puesto #4 en el Billboard Hot 100.

## Contenido
El trabajo propiamente dicho, consiste en ocho canciones, cuatro de ellas pertenecientes al EP Live ?!*@ Like a Suicide, y otras cuatro canciones adicionales de carácter acústico.
Es importante destacar que este álbum cuenta también con la canción «You're Crazy» en su versión acústica, originariamente publicado en versión eléctrica en el disco Appetite for Destruction en 1987. El grupo declararía que el tema fue compuesto con guitarras acústicas, tal como se escucha en el álbum G N'R Lies. Ha vendido 18 millones de copias en todo el mundo.

## Lista de canciones
Todas las canciones fueron escritas líricamente por Axl Rose e Izzy Stradlin excepto «Nice Boys», escrito por Rose Tattoo y «Mama Kin», por Steven Tyler, de Aerosmith.

| N.º | Título                               | Escritor(es)           | Duración |  |
| 1.  | «Reckless Life»                      | Axl Rose Izzy Stradlin | 3:23     |  |
| 2.  | «Nice Boys» (Versión de Rose Tattoo) | Rose Tattoo            | 3:03     |  |
| 3.  | «Move to the City»                   | Axl Rose Izzy Stradlin | 3:43     |  |
| 4.  | «Mama Kin» (Versión de Aerosmith)    | Steven Tyler           | 3:57     |  |
| 5.  | «Patience»                           | Izzy Stradlin          | 5:56     |  |
| 6.  | «Used to Love Her»                   | Izzy Stradlin          | 3:13     |  |
| 7.  | «You're Crazy» (Acústica)            | Axl Rose Izzy Stradlin | 4:10     |  |
| 8.  | «One in a Million»                   | Axl Rose               | 6:10     |  |

## Miembros
- Axl Rose: voz, silbido en «Patience»
- Slash: guitarra líder, guitarra acústica líder en canciones 5-8
- Izzy Stradlin: guitarra rítmica, voces de fondo, guitarra acústica rítmica en canciones 5-8
- Duff McKagan: bajo, voces de fondo, guitarra acústica rítmica en «Patience»
- Steven Adler: batería, percusión, voces de fondo en «Patience»